# Aporobopyrina
Aporobopyrina is een parasitair geslacht van pissebedden in de familie Bopyridae, en bevat de volgende soorten:
- Aporobopyrina amboinae Bourdon, 1983
- Aporobopyrina anomala Markham, 1974
- Aporobopyrina javaensis Bourdon, 1972
- Aporobopyrina lamellata Shiino, 1934